# Populární kultura
Populární kultura (běžně nazývaná popkultura) je soubor představ, myšlenek, náhledů, postojů, memů, zobrazení a dalších fenoménů, které jsou v rámci neformálního společenského konsenzu považovány za nejvýraznější části hlavního proudu (mainstreamu) určité kultury, od počátku do poloviny 20. století především kultury západní, od konce 20. století až do současnosti kultury globální. Termín popkultura často splývá s pojmem masová kultura, řada odborníků je však rozlišuje. Protikladem popkultury je na jedné straně vysoká kultura vzdělaných elit a na druhé straně subkultury menších částí společnosti.

## Vymezení
Z hlediska kulturní a sociální antropologie je rozdíl mezi pojmy „populární kultura“ a „masová kultura“ patrný zvláště do konce 80. let 20. století ve státech bývalého sovětského či východního bloku. „Masová kultura“ byla tamními režimy definována jako kultura „vytvářená masami a určená masám“ a vnímána jako jednoznačně pozitivní nástroj k ideologickému „formování mas“ (typickým příkladem je např. „masová tělovýchova“, viz „Spartakiáda“, srv. též „Kulturní revoluce“), zatímco „populární kultura“ jako „úpadková“ kultura kapitalistické části světa.
Vznik popkultury úzce souvisí s rozvojem hromadných sdělovacích prostředků a popkultura prostupuje každodenním životem společnosti. Do kontrastu k popkultuře můžeme postavit např. folklór, významný především v lokálních či předindustriálních společnostech.
Popkultura je často vnímána jako banální a pokleslá, kvůli svým cílům a podstatě, jimiž je konsensuální přijetí jejích prvků napříč celým hlavním proudem. V důsledku toho bývá ostře kritizována ze strany různých menšinových uskupení (především náboženských a kontrakulturních skupin), které ji považují za povrchní, konzumní, senzacechtivou a prohnilou.
Populární kultura je stěžejním termínem britských kulturálních studií, kde je chápána zejména v pojetí Johna Fiska. "Fiske ve své teorii populární kultury zastává stanovisko, že kulturu nelze mechanicky prodávat a vnucovat lidem tzv. shora, nýbrž že musí vycházet z nich samotných. Jediné, co může vycházet z kulturního průmyslu (tedy shora), je impuls/podnět pro recipienty v podobě kulturního materiálu, jehož konečná podoba je posléze dotvářena samotnými příjemci."

## Termín
Termín populární kultura sám o sobě je novým slovním spojením v angličtině, pocházejícím z 19. století, původně odkazoval ke vzdělání a kultivaci nižších tříd („Popular culture“: „kultura lidu“ – rozumí se „prostého“ lidu). Později se jeho význam změnil na označení vlastní kultury těchto nižších tříd a koncem 19. století se oddělil a dokonce vymezil proti „skutečnému vědění“. V tomto významu se vžil a ustálil v meziválečném období (1918–1939). Současný význam termínu, tedy kultura určená k masové spotřebě, má kořeny ve Spojených státech, kde se vžil koncem druhé světové války. Zkratka popkultura se datuje rokem 1960.

## Definice
Definování termínu popkultura ve vztahu ke kultuře (což je již v podstatě také nesmírně diskutovaný pojem), je komplikováno několika soupeřícími definicemi popkultury. John Storey v knize Cultural Theory and Popular Culture (Teorie kultury a Popkultura), rozebírá šest způsobů, jak definovat popkulturu.
1. Kvantitativní definice popkultury má problém v tom, že velká část tzv. „vysoké kultury“ je široce oblíbená (v Česku to byla např. v 70. letech 20. století televizní dramatizace F. L. Věka).
2. Popkultura je také definována jako kultura, která „zbude“ poté, co jsme rozhodli, co bude „vysoká“ kultura. Nicméně mnoho autorů takové hranice překračuje (např. Shakespeare, Dickens, v Česku Hrabal). Storey zdůrazňuje síly a vztahy, které tyto hranice udržují, především vzdělávací systémy.
3. Třetí definice ztotožňuje popkulturu s masovou kulturou, kterou chápe jako komerční kulturu, sériově produkovanou za účelem masové spotřeby. Z pohledu Západní Evropy to může být vymezení se ke kultuře americké (tj. severoamerické, zvl. vůči USA).
4. Popkultura může být jinak definována jako „skutečná“, „autentická“ kultura lidu, ale tím vzniká problém, protože je mnoho způsobů jak definovat „lid“.
5. Storey tvrdí, že je zde i politický rozměr popkultury; neo-Gramsciova teorie kulturní hegemonie „... vnímá populární kulturu jako místo boje mezi vzdorovitými či podřízenými skupinami společnosti a silami snažícími se o začlenění, které působí v zájmu skupin ovládajících společnost.“
6. Postmodernistický přístup k populární kultuře je ten, že „brzy už nebude žádný rozdíl mezi vysokou a populární kulturou“.

Storey zdůrazňuje, že popkultura vznikla v důsledku urbanizace vyvolané průmyslovou revolucí, a splývá s obvyklými definicemi tzv. „masové kultury“.
Popkultura se neustále proměňuje a obsahuje mnoho místních i časových jedinečností, kolem nichž vznikají různé proudy a víry. Vzniká tak komplex vzájemně provázaných stanovisek a hodnot, které zpětně ovlivňují různými způsoby společnost i její instituce. Tak mohou například některé proudy popkultury pramenit ze subkultury, která jinak reprezentuje postoje, k nimiž má popkulturní mainstream (hlavní proud) jen velmi omezený vztah. Jiné proudy popkultury však také mohou do této subkultury naopak vplývat.
Pro popkulturu je nejtypičtější, že její jednotlivá témata oslovují široké spektrum veřejnosti.

## Popkultura a masmédia
| „                  | Popkultura a masmédia jsou propojeny ve vzájemné symbióze: jeden závisí na druhém a velmi úzce spolupracují. | “ |
| — K. Turner (1984) | |   |

Masmédia těží z práce vědců a učenců a zprostředkovávají jejich poznatky široké veřejnosti, ale často při tom zdůrazňují detaily, které mají za cíl jen ohromit či vyvolat úžas. Jak vědecká fakta, tak novinové historky se v průběhu svého průchodu popkulturou proměňují, často až k bodu, kdy se z nich stává vyložená lež.
Hannah Arendtová ve své knize Krize kultury tvrdí, že „tržně řízená média vedou k přesunu kultury pod diktát zábavy“.
Susan Sontag tvrdí, že v naší kultuře je většina „...srozumitelných, přesvědčivých hodnot (čím dál tím více) čerpána ze zábavního průmyslu“, který „ohrožuje standardy závažnosti.“ Výsledkem pak je, že témata, podávaná „zběžně, povrchně a zbytečně krutě“ jsou vnímána jako norma.
Někteří kritici tvrdí, že popkultura je „dumbing down“ (neologismus ve významu úpadek): „...stránky novin, kde kdysi běželo zahraniční zpravodajství, dnes zaplavují drby o celebritách, obrázky spoře oblečených žen... televizní společnosti nahradily kvalitní dramatickou tvorbu pořady o zahrádkářství, vaření a dalšími „lifestylovými“ programy... různými reality show, přiblblými telenovelami“ (Sontagová píše „asinine soaps“ – doslova „oslími operami“), a to až do té míry, že lidé jsou prakticky neustále zaplavováni naprostými trivialitami ze života slavných.
V Rosenbergově a Whiteově knize Masová kultura tvrdí MacDonald, že „populární kultura je znehodnocená, plytká kultura, která banalizuje jak zásadní věci (sex, smrt, životní prohry, tragédie), tak i prosté spontánní radosti. (...) Masy, zkažené několika generacemi takového stavu věcí, pak samy začínají vytvářet poptávku po triviálních a nekomplikovaných kulturních dílech.“
Van den Haag tvrdí, že „... všechny hromadné sdělovací prostředky v důsledku odcizují lidem jakoukoliv osobní zkušenost a přestože se jeví jako vyvážené, posilují jejich mravní izolaci od společnosti, od skutečnosti i od sebe sama.“
Kritici si stěžují, že „...nahrazení vysokého umění a autentické lidové kultury nevkusnými artefakty, průmyslově vyráběnými v masovém měřítku, slouží jen k uspokojení na nejnižší společné úrovni“. A tato „masová kultura se objevila po druhé světové válce a koncentrovala se v každé větší globálně působící mediální korporaci.“ Bulvární tisk snížil množství novinek a informací a nahradil je zábavou či lechtivým drážděním, posilujícím „...obavy, předsudky, předhazování obětních beránků, paranoiu a agresi.“
Televizní a filmová kritika argumentuje, že kvalita televizního vysílání je ředěna „populismem a sledováním ratingu“ a zaměřuje se na „pozlátko, povrchnost a popularitu“. Ve tvorbě filmové pak celosvětově čím dál tím více dominují „hollywoodská kultura a hodnoty“. Samy hollywoodské filmy jsou pak zaměřeny na stereotypní zobrazování „...základních instinktů agrese, pomsty, násilí (a) chamtivosti“, jejich zápletky „...jsou zjednodušující, jakoby střižené podle jedné šablony, co byla na polici, s minimem dialogů“. „Charaktery postav jsou mělké a nepřesvědčivé, dialogy primitivní, nepravděpodobné a špatně vybudované.“

## Popkultura a lidová tvořivost (folklór)
Nově interpretovaný základ tradičního folklóru je jedním ze zdrojů popkultury. Sama tato starší vrstva kulturního mainstreamu dodnes přetrvává, a to ve formě oddělené od masově produkované popkultury. Spíše než prostřednictvím masmédií se stále předává především ústně, např. ve formě vtipů a městských legend.
Po roce 1990 se díky rozšíření internetu začal stírat rozdíl mezi kulturou interpretovanou masmédii a ústně předávanou kulturou.
Folklórní prvky používané v popkultuře (často, zvláště v hudbě, označované populárněji jako ethno) obsahují samozřejmě vždy nezanedbatelný komerční význam, veřejnost má ovšem i svůj „vlastní“ vkus a nemusí přijmout vždy vše, co je jí nabízeno ke koupi. Navíc důvěra a vztah k produktu komerční kultury (např. „Miluju Barta Simpsona!“) se rozvíjejí především ústním podáním a v tomto procesu procházejí stejnými proměnami, jako v průběhu klasického folklórního vývoje.

## Intertextualita v popkultuře
Vzhledem ke všudypřítomné a stále více vzájemně propojené povaze popkultury, zejména její provázanosti s doplňujícími a rozšiřujícími prameny, si někteří kulturní antropologové, kulturologové a literární kritici povšimli značné míry intertextuality (tedy vztahu textů k jiným textům, efektivní přítomnosti jednoho textu v jiném) v situacích, kdy popkultura reflektuje sebe samu.
Jeden z komentátorů prohlásil, že toto sebezpytování popkultury odráží skutečnost, že již pronikla do každé sféry kolektivní zkušenosti. „Místo zpráv o skutečném světě se většina mediálních výstupů věnuje sobě samým, referuje o odkazech na jiné zdroje, jiné příběhy a jiné sebe-reference; referování o sobě samém je všeobjímajícím fenoménem, ačkoliv jen zřídka je tomu přikládán nějaký význam.“ A ovšem – i tento jeho komentář, týkající se intertextuality a jejího sebe-refererování se stal subjektem samostatných referencí a zpětných komentářů. Typickým příkladem tohoto fenoménu je i sám tento článek a sama Wikipedie, kde jsou reference a sebe-reference základními pilíři zpracování informací (viz např. NPOV).
Mnozí kulturologové tento fenomén označují pouze za symptom či průvodní jev masového konzumerismu; ovšem alternativní teorie je nutno také brát v úvahu.
Další tvrdí, že je zde fundamentální paradox: vzrůst čistě technické a kulturní propracovanosti je kombinován s povrchností a odlišťujícími přístupy.
Podle televizních studií vědců specializujících se na kvalitní televizní pořady, jako je Kristin Thompsonová, sebereference v mainstreamu amerických televizí (zejména v komediálních pořadech) odráží a ilustruje směr vývoje naznačený výše.
Thompsonová argumentuje seriály, jako jsou třeba Simpsonovi, používajícími „...záplavu kulturních odkazů, záměrně nekonzistentní charakterizace a silnou sebereflexi vůči televizním konvencím a plánování programu jako televizní show.“
Extrémně tak dochází k nekonečné regresi (Infinite regress) určitých okruhů témat a zcela se rozostřují hranice mezi uměním a životem, komercí a kritickým přístupem, zesměšňováním a úctou.
Po mnoho let běžící televizní seriál Simpsonovi je plný narážek na typické vlastnosti mediálního mainstreamu, stejně jako na svůj vlastní komerční obsah. V jedné epizodě si Bart při sledování televize stěžuje na děsnou komercionalizaci tradičního průvodu obchodního domu Macy's v Den díkůvzdání. Když pak otočí svou hlavu od televize, ukáže se, že jde o veliký nafukovací balón v průvodu. Seriál se také odvolává na množství liberálních odkazů k aktuálním událostem, tak, jak jsou interpretovány v mainstreamu, a často je propojuje s nekonvenčními či dokonce esoterickými souvislostmi s klasickými i postmoderními díly literatury, umění a zábavy.